# Косоньская сельская община
Косоньская сельская общи́на (укр. Косоньська сільська громада) — территориальная община в Береговском районе Закарпатской области Украины.
Административный центр — село Косонь.
Население составляет 7 772 человека. Площадь — 98,4 км².

## Населённые пункты
В состав общины входит 8 сёл: Гетен, Запсонь, Каштаново, Косонь, Малое Попово, Попово, Рафайново и Шом.